# Bassano in Teverina
Bassano in Teverina är en ort och kommun i provinsen Viterbo i regionen Lazio i Italien. Kommunen hade 1 268 invånare (2018).